# Micrasterias verrucosa
Micrasterias verrucosa là một loài Song tinh tảo trong họ Desmidiaceae, thuộc chi Micrasterias.